# Пенсільванія
Пенсільванія, також Пенсильва́нія (англ. Commonwealth of Pennsylvania) — штат на північному сході США.
Головні міста: Філадельфія, Піттсбург, Ері, Аллентаун, Скрентон.

## Історія

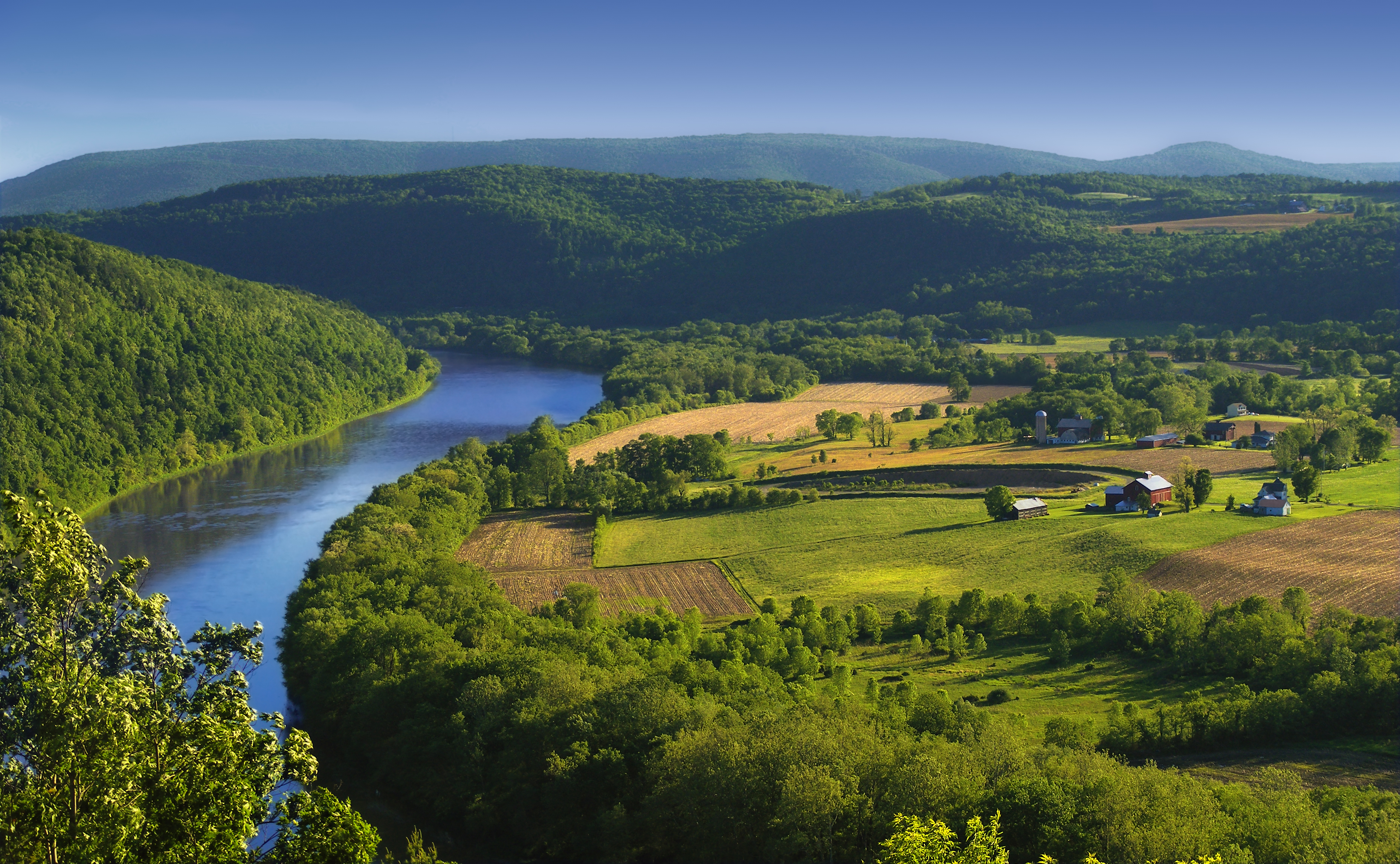
Річка Саскуеханна в Бредфорді, штат Пенсільванія

Першими європейськими поселенцями на території сучасної Пенсільванії були шведи і голландці. У 1681 році англійський король Карл II передав молодому англійському квакеру Вільяму Пенну велику територію на захід від річки Делавер. У 1682 році Пенн заснував колонію-притулок для протестантів «Товариства друзів» (офіційна назва квакерів) та інших переслідуваних за віру. На честь батька Пенна, адмірала королівського флоту, колонія була названа Пенсільванією. Пенсільванія — латинською Penn Sylvania — Лісиста земля Пенна.
Тоді ж Вільям Пенн, що сповідував ідею братерської любові між одновірцями, заснував місто, якому придумав назву Філадельфія, що давньогрецькою означає «Місто братерської любові».
Пів століття експеримент протікав успішно, але згодом у сутичках з індіанцями загинуло багато колоністів ірландського й німецького походження. Квакери (на відміну від пуритан у Новій Англії) відмовилися протиставити індіанцям силу, оскільки не могли поступитися своїми моральними принципами — неприйняттям війн і насильства, релігійною терпимістю — і змушені були піти з політичної сцени колонії.
У 1751 році в колонії Пенсільванія був відкритий перший на території британських колоній госпіталь, а також засновано перший університет — Пенсільванський університет. У 1790 році Пенсільванія першою серед північноамериканських штатів ухвалила закон про звільнення рабів.
Пенсільванія брала активну участь у війні за незалежність США. У 1776 році була прийнята Конституція Співдружності Пенсільванія (офіційна назва штату). Тоді ж у Філадельфії Другим континентальним конгресом була проголошена Декларація незалежності США, і Пенсільванія, разом з дванадцятьма іншими колишніми північноамериканськими колоніями Великої Британії, утворила Сполучені Штати Америки.
1863 року на території штату відбулася битва під Геттісбургом, яка визначила перелом у громадянській війні в США.

## Населення
Населення — 12 281 054. Етнічне походження (відповідно до опитування 2003 року): німецьке — 27,66 %, ірландське — 17,66 %, італійське — 12,82 %, англійське — 8,89 %, польське — 7,20 %. У Пенсільванії зосереджена найбільша громада американців українського походження (близько 150 тисяч осіб). У деяких містечках (Ґілбертон, Ґуліч-Тауншип та Касс-Тауншип) українці становлять 12—14 % жителів громади.

## Економіка
Чорна металургія, машинобудування (виробництво транспортних засобів і устаткування), електронна, цементна, текстильна галузі, видобуток кам'яного вугілля, нафтопереробка; м'ясо-молочне тваринництво; зернове господарство; садівництво; індустрія туризму (курортний район Поконос).

## Мовний склад населення (2010)
| Мови          | Частка людей старше 5 років, % |
| ------------- | ------------------------------ |
| Англійська    | 90,15                          |
| Іспанська     | 4,09                           |
| Німецька      | 0,47                           |
| Італійська    | 0,43                           |
| Китайська     | 0,40                           |
| Нідерландська | 0,40                           |
| Французька    | 0,34                           |
| Російська     | 0,29                           |
| В'єтнамська   | 0,29                           |
| Корейська     | 0,25                           |
| інші          | 2,89                           |

## Адміністративний устрій
Пенсільванія має офіційний статус штату, управляється двопалатними законодавчими зборами, куди входять 50 членів парламенту, що обираються кожні чотири роки, і 203 члени палати представників, що обираються, своєю чергою, кожні два роки. З 1950-х років демократична і республіканська партії представлені у приблизно рівному співвідношенні. Губернатор обирається на чотирирічний термін і може бути переобраний по закінченні терміну всього лише один раз. Судову владу очолює Верховний суд, який представляють голова Верховного суду і 6 членів суду, всі з них обираються терміном на десять років. На місцевому рівні Пенсільванія складається з 66 округів, кожен з яких управляється трьома мировими суддями.
Цікаві місця штату: Національний історичний парк незалежності, поле бою Геттісберг, особняк Клемюеля Рікетса.
З Пенсільванією пов'язані імена відомих людей:
- Маріан Андерсон
- Стівен Фостер
- Бенджамін Франклін
- Джордж Маршалл
- Роберт Пірі
- Гертруда Стайн
- Джон Апдайк
- Рейчел Карсон

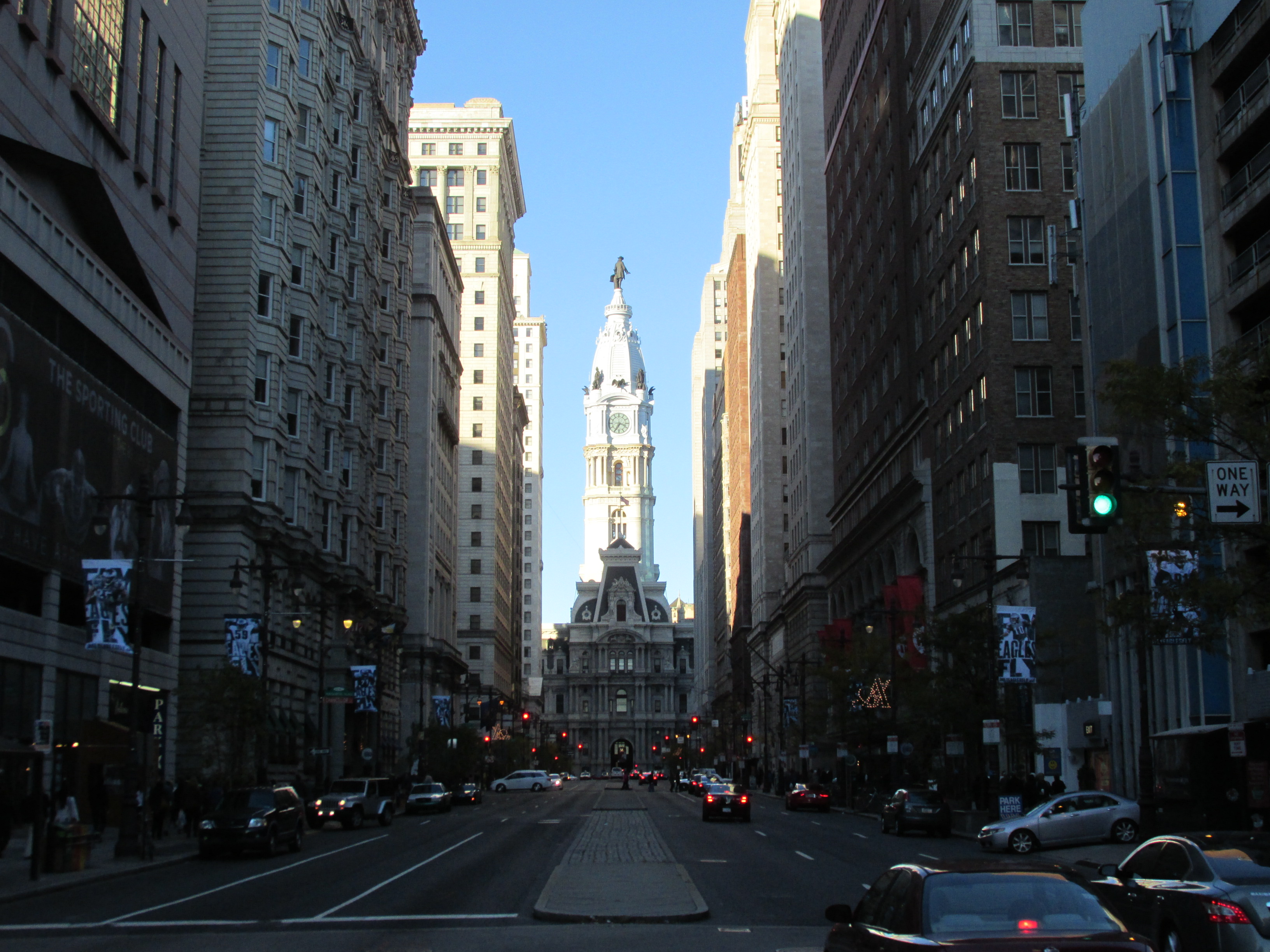
City Hall, Філадельфія
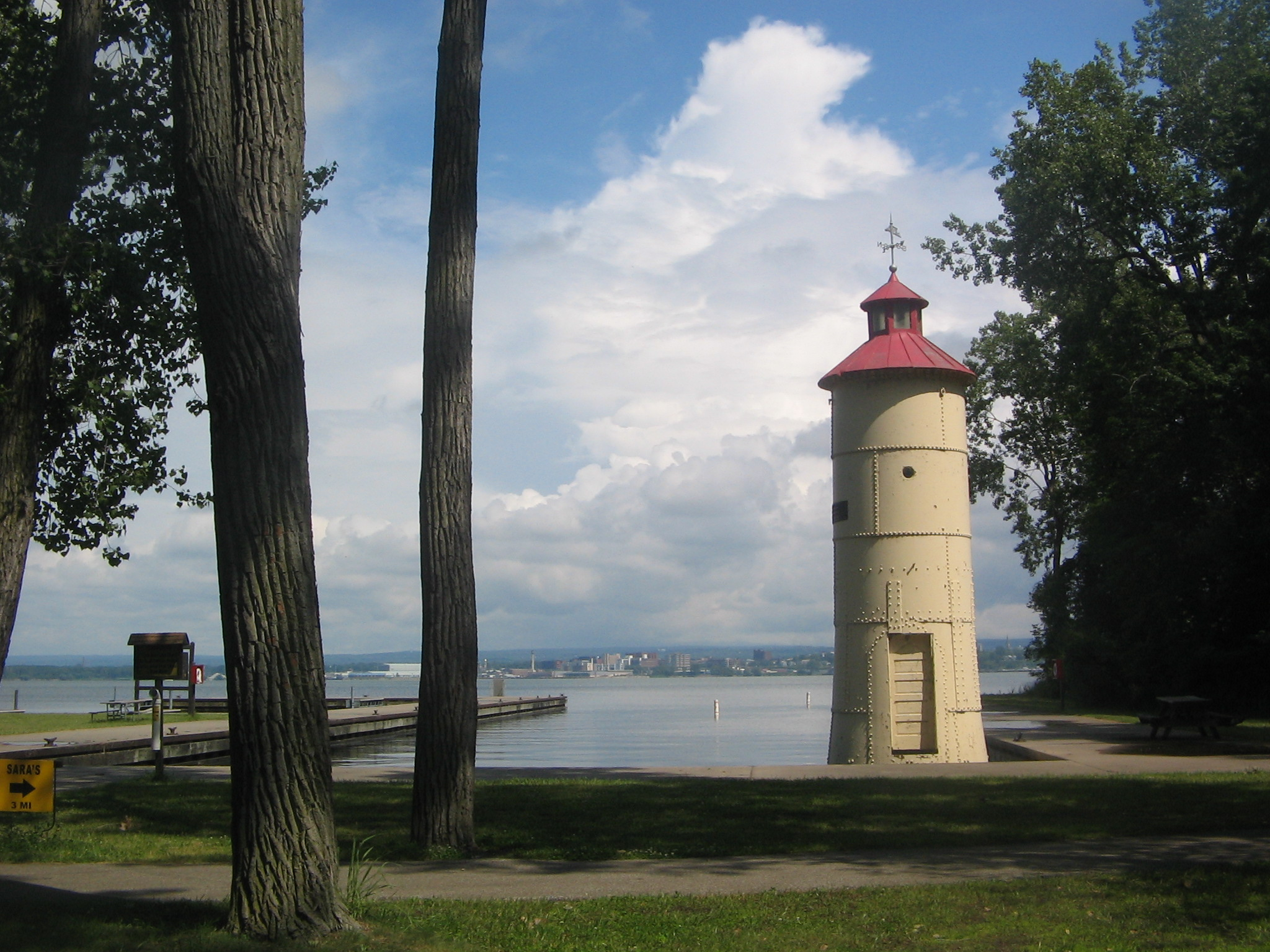
Маяк у Державному парку Преск-Айл
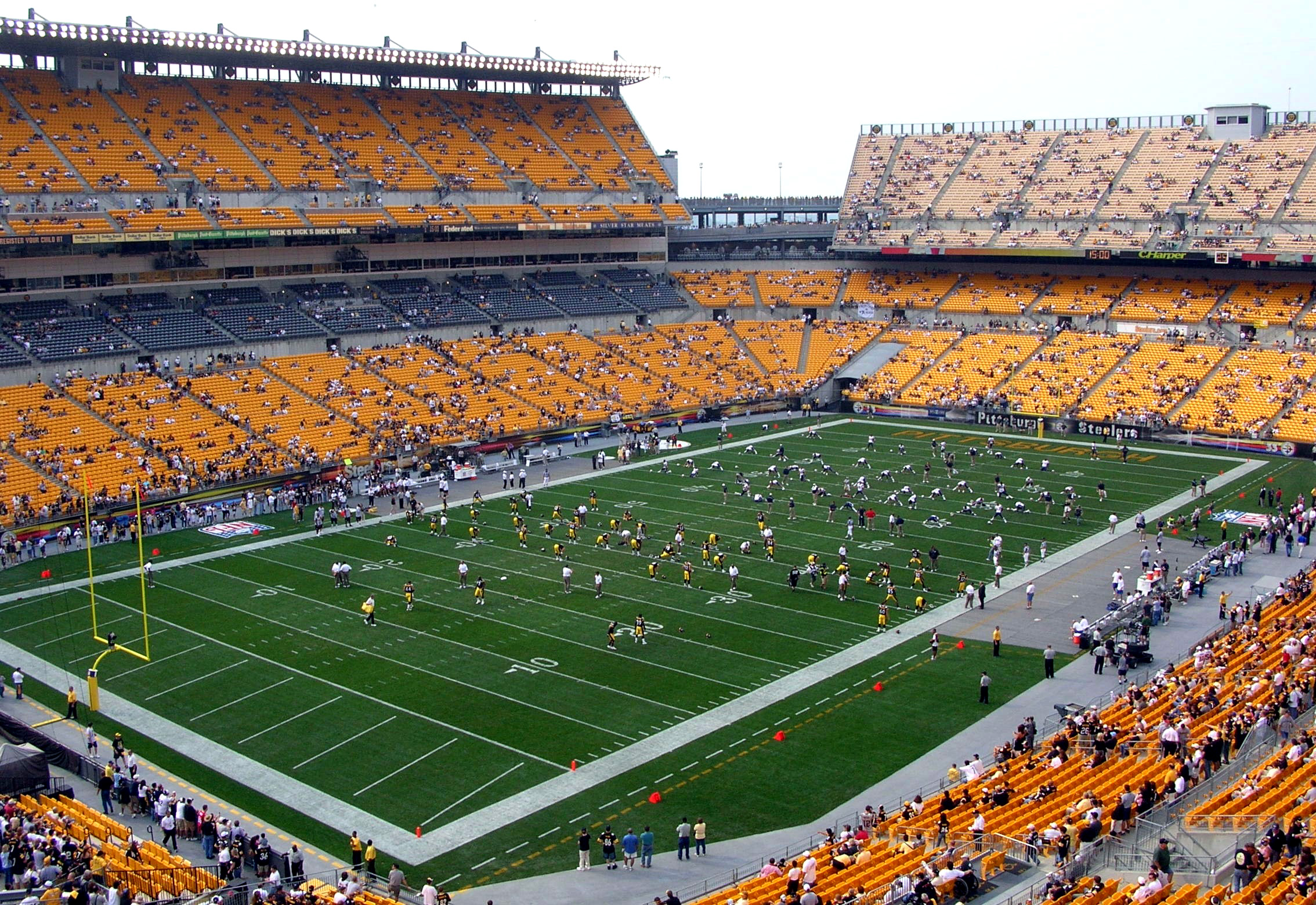
Стадіон Гайнц Філд
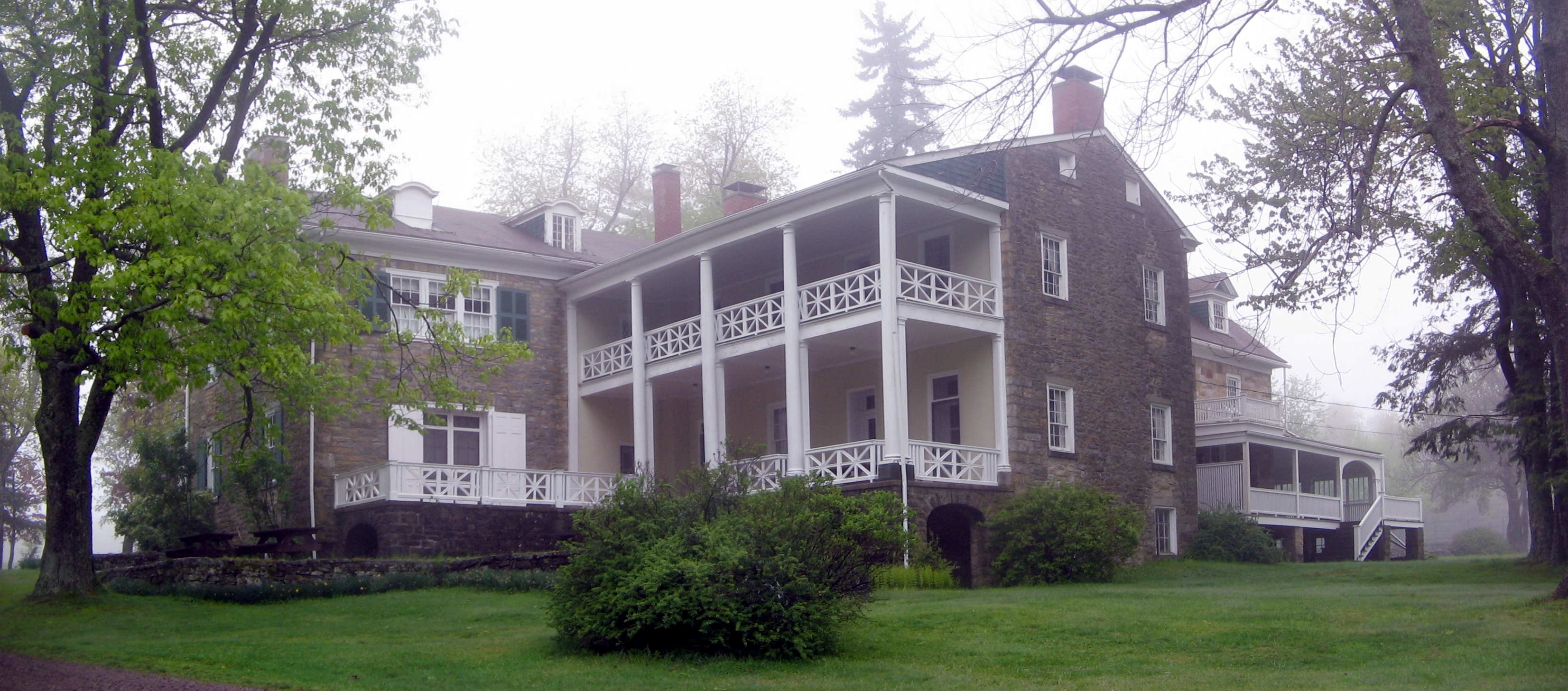
Особняк Клемюеля Рікетса